# Molukse vliegenvanger
De Molukse vliegenvanger (Ficedula buruensis) is een zangvogel uit de familie van vliegenvangers (Muscicapidae).

## Verspreiding en leefgebied
Deze soort komt voor op de zuidelijke Molukken en telt 3 ondersoorten:
- Ficedula buruensis buruensis: Buru.
- Ficedula buruensis ceramensis: Ceram.
- Ficedula buruensis siebersi: Kai Besar.